# Meunet-Planches
 Meunet-Planches  es una población y comuna francesa, en la región de  Centro, departamento de Indre, en el distrito de Issoudun y cantón de Issoudun-Sud.

## Demografía
| 282 | 233 | 217 | 162 | 165 | 140 |
| Para los censos de 1962 a 1999 la población legal corresponde a la población sin duplicidades (Fuente: INSEE [Consultar]) |     |     |     |     |     |